# Archidendron turgidum
Archidendron turgidum là một loài thực vật có hoa trong họ Đậu. Loài này được (Merr.) I.C.Nielsen miêu tả khoa học đầu tiên.